# Lista autorilor politici
Lista autorilor de cărți politice
Andrej Amalrik
Aristotle (384 BC - 322 BC)
Harry Browne (1933 -)
Monica de Bruyn
Noam Chomsky (n. 1928)
David Friedman
David Gauthier
Jürgen Habermas (n. 1929)
Johann Gottfried von Herder (1744-1803)
Jane Jacobs (n. 1916)
Michael Johns (n. 1964)
John Locke (1632-1704)
Karl Marx (1818-1883)
Richard Maybury
John Stuart Mill (1806-1873)
Ludwig von Mises (1881-1973)
Carol Moore
Jan Narveson
George Orwell (1903-1950)
Greg Palast
Platon (cca. 427 î.H- cca. 347 î. H)
John Rawls (1921-2002)
Jean-Jacques Rousseau (1712-1778)
Don Rossignol (n.1962)
Amartya Sen (n. 1933)
Charles E. Silberman
Lysander Spooner (1808-1887)
Henry David Thoreau (1817-1862)
Jean Paul Sartre
G. Edward Griffin